# Okręg Związku Harcerstwa Rzeczypospolitej
Okręg – organizacyjna terenowa jednostka Związku Harcerstwa Rzeczypospolitej, która może posiadać osobowość prawną.
ZHR dzieli się na okręgi. Okręg może stworzyć lub zlikwidować Rada Naczelna.
Najczęściej zasięg terytorialny sięga jednego województwa. W skład okręgu wchodzi chorągiew harcerzy i chorągiew harcerek. Okręg może dzielić się na obwody.

## Struktura okręgu
- Najwyższą władzą jest zjazd okręgu (zwoływany co 2 lata).
- zarząd okręgu (z urzędu komendant chorągwi, komendantka chorągwi oraz członkowie wybrani przez zjazd okręgu w ustalonej przez nich liczbie).
- komisja rewizyjna okręgu (3 osoby wybierane przez zjazd okręgu).

## Działania okręgu
- prowadzenie spraw administracyjnych wszystkich jednostek okręgu,
- prowadzenie spraw finansowo-gospodarczych wszystkich jednostek okręgu,
- reprezentowanie ZHR przed władzami lokalnymi,
- koordynowanie działań Kół Przyjaciół Harcerstwa.

## Okręgi ZHR
1. Okręg Dolnośląski ZHR
2. Okręg Górnośląski ZHR
3. Okręg Kujawsko-Pomorski ZHR
4. Okręg Lubelski ZHR
5. Okręg Łódzki ZHR
6. Okręg Małopolski ZHR
7. Okręg Mazowiecki ZHR
8. Okręg Podkarpacki ZHR
9. Okręg Pomorski ZHR
10. Okręg Północno-Zachodni ZHR
11. Okręg Wielkopolski ZHR
12. Okręg Staropolski ZHR

Okręgi zmieniały swój zasięg terytorialny. W przeszłości istniały również: Okręg Północno-Wschodni z siedzibą w Białymstoku, Okręg Rzeszowski, Okręg Sandomierski z siedzibą w Skarżysku-Kamiennej, Okręg Środkowopolski z siedzibą w Łodzi i Okręg Warmińsko-Pomorski z siedzibą w Bydgoszczy.